# Albert Zeiträg
Albert Zeiträg (ur. 1919, zm. ?) – zbrodniarz hitlerowski, członek załogi obozu koncentracyjnego Mauthausen-Gusen i SS-Unterscharführer.

## Życiorys
Członek NSDAP. Zanim wstąpił do Waffen-SS był pracownikiem banku. Służbę w kompleksie obozowym Mauthausen rozpoczął 1 stycznia 1942 i sprawował stanowiska urzędnika administracji obozowej oraz kierownika komand więźniarskich (w tym komanda karnego). Zeiträg opuścił Mauthausen w lutym 1943. Wielu więźniów zamordował, innych maltretował. Brał również w egzekucji 90 Czechów przywiezionych do Mauthausen po zamachu na Reinharda Heydricha.
Zeiträg został osądzony w dwudziestym procesie załogi Mauthausen-Gusen przed amerykańskim Trybunałem Wojskowym w Dachau. Skazany został za swoje zbrodnie na karę śmierci przez powieszenie. Wyrok zamieniono jednak w akcie łaski na dożywocie.